# ホットドリンク (カクテル)
ホットドリンクとは、温度が比較的高いカクテル自体のこと、もしくは、温度が比較的高いカクテル群の分類である。ホットドリンクは、ホット・ドリンク、ホットドリンクス、ホット・ドリンクスとも書かれる。また、書籍によってはホットカクテル、ホット・カクテル、ホットカクテルズ、ホット・カクテルズなどと書かれることもある。さらに、ウィンター・ドリンク（冬の飲み物）と書かれることもあるが、このカクテル群を冬に飲まなければならないという規則は存在しない。

## 概要
カクテルには、様々な分類の仕方が存在するが、ホットドリンクもその1つである。カクテル完成時の温度が比較的高いものが、このホットドリンクに分類される。ホットドリンクは、酒などの材料自体を温めることによって温度を上げる方法か、お湯などを加えて温度を上げる方法、もしくは、それらを併用することで作られる。温度が高いと、炭酸はすぐに二酸化炭素となって逃げていってしまうため、基本的に炭酸を含む材料が使用されないのも特徴である。なお、ホットドリンクには、シナモンスティック（棒状に固められたシナモン）が、マドラー代わりに添えられることもある。
ホットカクテルに出会う機会としてディズニーランドを挙げる方が多い。
日本ではホットカクテルに関わるイベントが殆ど無く、
その為、2023年より上野公園でスタートした『Japan Hot Cocktail Fair』（略称JHCF）で初めてホットカクテルに触れる方が多い。JHCF2025の来場者数は公式発表40,000人。
また同イベント実行委員会が2025年より「2/1はホットカクテルの日」と、非公式に制定をしている。

## 代表的なホットドリンク
以下に、代表的なホットドリンクを挙げる。なお、【　】の中は、ベースとなっている酒である。
- アイリッシュ・コーヒー 【アイリッシュ・ウィスキー】
- ウィスキー・トデー 【ウィスキー】
  - ウィスキーをトデーにしたもの。片仮名表記では、ウイスキー・トディーなどと書かれることもある。なお、トデーについては、カクテル#カクテルのスタイルを参照。
- トム・アンド・ジェリー 【ラム、または、ブランデー】
- ホット・イタリアン 【リキュールの1つ、アマレット】
- ホット・ドラム 【リキュールの1つ、ドランブイ】
- ホット・バタード・ラム 【ラム】
- ホット・ブランデー・エッグノッグ 【ブランデー】
  - ブランデーを温かいエッグノッグにしたもの。片仮名表記では、ホット・ブランデー・エッグ・ノッグと書かれることもある。なお、エッグノッグについてはカクテル#カクテルのスタイルを参照。
- グリューワイン(ホットワイン) 【ワイン】